# Dimitris Rallis
Dimitris Rallis (ur. 26 marca 2005 w Zwolle) – grecko-holenderski piłkarz występujący na pozycji napastnika w polskim klubie Jagiellonia Białystok oraz w reprezentacji Grecji U-21.

## Kariera
Rallis rozpoczął karierę piłkarską w juniorskich zespołach SC Heerenveen. W lipcu 2024 roku podpisał profesjonalny kontrakt z pierwszą drużyną klubu. Zadebiutował w Eredivisie w sierpniu 2024 roku. Pierwszego gola dla Heerenveen zdobył 27 września 2024 roku w meczu przeciwko Heraclesowi Almelo, który zakończył się porażką 1:2.
W listopadzie 2024 roku zadebiutował w reprezentacji Grecji U-21, zdobywając bramkę w swoim pierwszym występie.
27 maja 2025 roku związał się trzyletnim kontraktem z Jagiellonią Białystok. W jej barwach zadebiutował 18 lipca 2025 w przegranym 0:4 meczu przeciwko Bruk-Bet Termalice Nieciecza, wchodząc na boisko w 70. minucie.

## Statystyka
(aktualne na dzień 28 maja 2025)
| Klub                  | Sezon           | Liga            | Liga | Liga | Puchar kraju | Puchar kraju | Europa | Europa | Suma | Suma |
| Klub                  | Sezon           | Liga            | M.   | Br.  | M.           | Br.          | M.     | Br.    | M.   | Br.  |
| --------------------- | --------------- | --------------- | ---- | ---- | ------------ | ------------ | ------ | ------ | ---- | ---- |
| SC Heerenveen         | 2024/25         | Eredivisie      | 24   | 2    | —            | —            | —      | —      | 24   | 2    |
| Jagiellonia Białystok | 2025/26         | Ekstraklasa     |      |      |              |              |        |        |      |      |
| Ogólnie kariera       | Ogólnie kariera | Ogólnie kariera | 24   | 2    | 0            | 0            | 0      | 0      | 24   | 2    |

### Reprezentacja
| Reprezentacja | Rok  | Występy | Gole |
| ------------- | ---- | ------- | ---- |
| Grecja U-21   | 2024 | 1       | 1    |